# محمد ولد خليفة
محمد ولد خليفة هو منافس ألعاب قوى موريتاني، ولد في 1968.

## وصلات خارجية
- محمد ولد خليفة على موقع الاتحاد الدولي لألعاب القوى (الإنجليزية)
- محمد ولد خليفة على موقع أوليمبيديا (الإنجليزية)